# Мольо (культура)
Мольо (исп. Mollo) — культура, которая существовала в Боливии после гибели державы Пукина и последующего угасания культуры Тиуанако в период 1200—1500 гг. н. э. Культура Мольо развивалась в пределах небольших городов-государств народа пукина. В XV веке все земли пукина, ещё не захваченные аймара, были заняты инками. Хотя пукина в период культуры Мольо продолжали традиции Тиуанако как в архитектуре жилых домов, так и планировке поселений, они не оставили после себя пирамид. Пукина культуры Мольо почитали ягуара.

## Археология
Одним из лучших памятников Мольо являются руины к северо-востоку от озера Титикака у г. Исканвайя в провинции Муньекас, в 325 км от столицы Боливии г. Ла-Пас. Существовавший в период 1145—1425 гг.н. э., город был построен на платформах, и в нём обеспечивалось наличие проточной воды. До наших времён сохранилось более 100 зданий, улиц и площадей. Улицы направляются с запада на восток. Дома — прямоугольные, сгруппированы вокруг патио (веранд). В сельском хозяйстве использовались террасное земледелие и ирригация.
Для других городищ культуры Мольо — в частности, Пиниго и Харги — характерны те же черты зданий, что и в Исканвайя, Современное селение Чарасани (Charazani) включает археологические памятники культуры Мольо, а также развалины Мальку-Ханалайя (Mallku Janalaya).

## Керамика

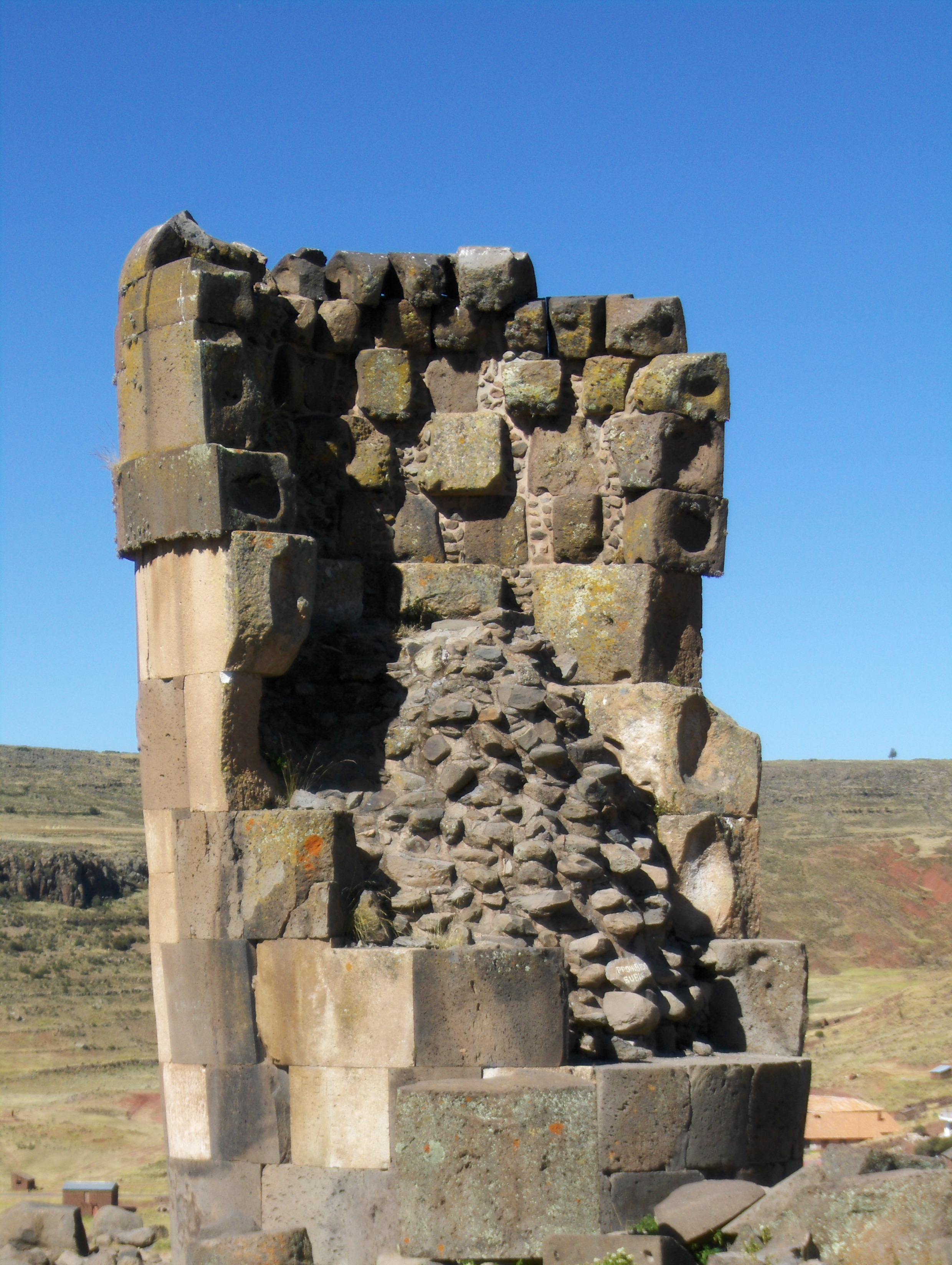
Чульпа (chullpa) около озера Титикака, Перу.

Характерной для культуры Мольо была их керамика. Обнаружены повседневная и погребальная посуда, вазы и др. — как неокрашенные, так и окрашенные чёрной и белой краской по красноватому фону обожжённой глины. Некоторые образцы керамики Мольо хранятся в музее Напрстека в Праге.

## Захоронения
Взрослые захоранивались в индивидуальных могилах в погребальных башнях «чульпа» (en:chullpa) из камня или самана, тогда как дети — в могилах под полом домов.

## Этнография
В регионе, где существовала культура Мольо, был распространён язык пукина. К началу XVIII века все носители пукина перешли на кечуа и/или испанский, однако остатки лексики пукина сохранились в жаргоне кальяуайя, касты бродячих знахарей.